# Sydmonton Festival
Das Sydmonton Festival ist ein Sommerkunstfestival, das in einer profanierten Kapelle aus dem 16. Jahrhundert auf dem Gelände des Sydmonton Court, dem Landgut von Andrew Lloyd Webber, stattfindet. Das Landgut liegt in Hampshire, etwa 85 Kilometer südwestlich von London.
Das Festival wurde im September 1975 gegründet. Ziel ist es, einem Personenkreis aus der Theater-, Film- und Fernsehbranche in einer privaten Vorstellung neue Werke zu präsentieren, um deren zukünftiges Potenzial im Hinblick auf die weitere Vermarktung zu ermitteln.
Zu den Projekten von Lloyd Webber, die zum ersten Mal öffentlich auf dem Festival aufgeführt wurden, gehören Evita, Variations, Tell Me on a Sunday, Cats, Starlight Express, Aspects of Love, The Phantom of the Opera, Sunset Boulevard, Whistle Down the Wind, By Jeeves, The Beautiful Game, The Woman in White, The Likes of Us, und Love Never Dies. 
Weitere Projekte, die hier uraufgeführt wurden, waren Nunc Dimittis, Masquerade und Tomorrow Shall Be My Dancing Day von Rod Argent, Cafe Puccini von Robin Ray, Girlfriends von Howard Goodall und Richard Curtis, Love Songs von Charles Hart, La Bête von David Hirson, Yosopv von Kit Hesketh-Harvey und James McConnel sowie Address Unknown von Kathrine Kressman Taylor.